# Launcher (entreprise)
Launcher était une société américaine spécialisée dans l'industrie aérospatiale, basée à Hawthorne, en Californie. Elle a été fondée à New York en 2017 par Max Haot.  
En février 2019, la société a présenté son moteur E-2, fabriqué en Allemagne par AMCM à l'aide de son imprimante spécialisée M4K. Le moteur utilise des propulseurs à base d'oxygène liquide et de kérosène. La fusée Launcher Light de la société était conçue pour transporter des charges utiles allant jusqu'à 150 kg en orbite terrestre basse.  
En novembre 2019, l'US Air Force a attribué à la société une subvention de 1,5 million de dollars pour accélérer le développement et les tests de son moteur de fusée E-2.  
En mars 2021, Launcher a déplacé son siège social de New York vers un bâtiment de 2 230 mètres carrés (24 000 pieds carrés) à Hawthorne, Californie,.  
En février 2023, Launcher a été rachetée par Vast, une startup développant des stations spatiales à gravité artificielle, avec Max Haot devenant président de Vast.

## Orbiter
La société a développé un véhicule de transfert orbital nommé Orbiter qui utilise de l'éthane et du protoxyde d'azote comme propulseurs, destiné à être utilisé comme troisième étage de la fusée annulée Light, ou pour d'autres véhicules de lancement. En juin 2021, la société a levé 11,7 millions de dollars lors d'un tour de financement de série A pour accélérer le développement de son premier véhicule orbital. Orbiter est compatible à la fois avec la Launcher Light et les vols rideshare du Falcon de SpaceX.  
SN1, la première mission d’Orbiter, a été lancée le 3 janvier 2023 depuis Cape Canaveral, en Floride lors du vol rideshare Falcon 9 Transporter-6 de SpaceX, transportant des charges utiles de huit clients,. SN1 a échoué peu après son déploiement, avec la perte de toutes les charges utiles sauf une.  
À la suite de l’acquisition de Launcher par Vast, le programme Orbiter a été abandonné, la société se concentrant désormais sur le développement du moteur-fusée liquide E-2.